# 涂山

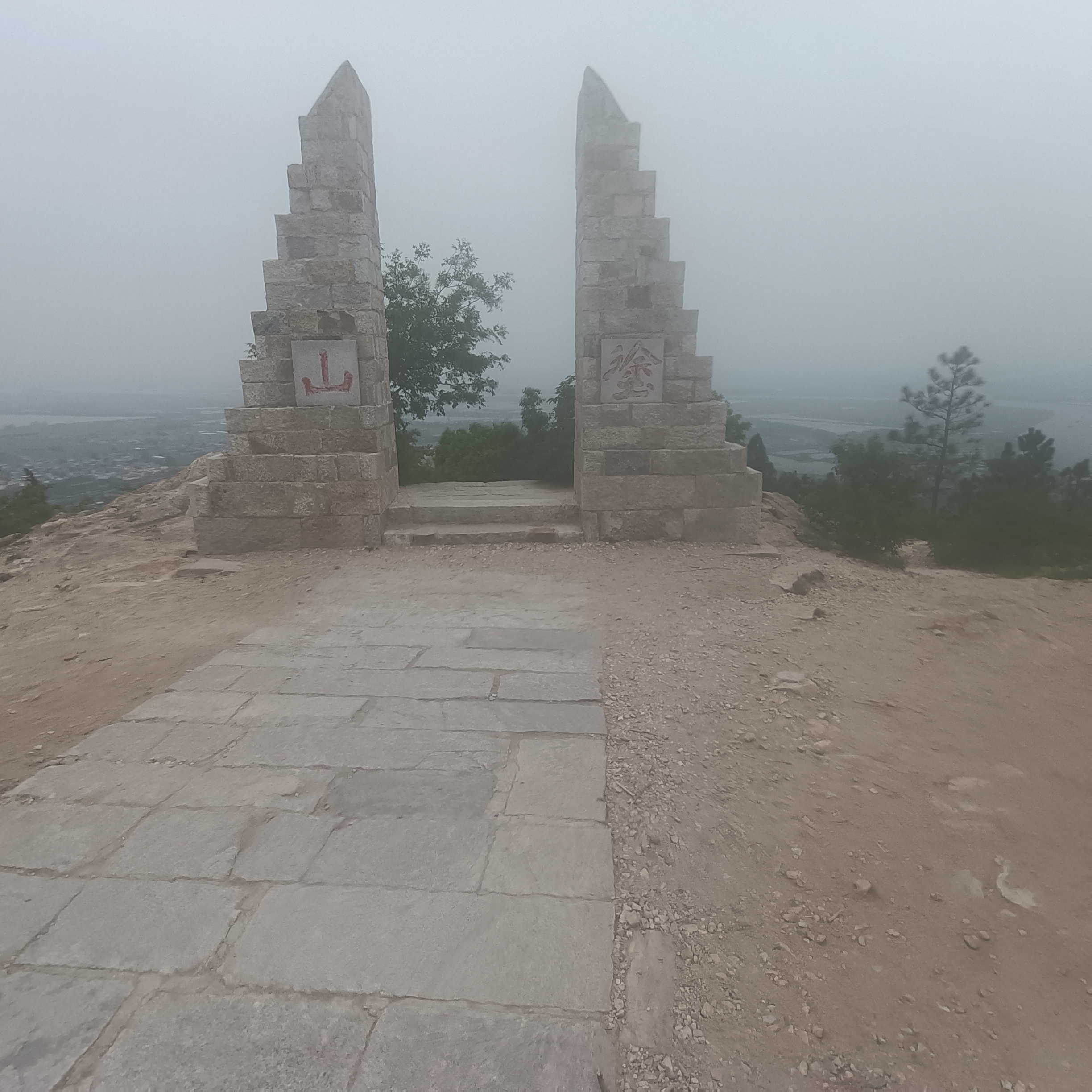
蚌埠涂山山顶

涂山是中国远古传说中的一个地名，古字又寫做嵞、峹。其地望有四说，相传即今安徽蚌埠怀远县境内的涂山，另一说为河南洛阳嵩县境内的三涂山、三說浙江會稽山，四说重庆境内涂山。后期文献记载大禹在涂山召集部落会盟，再次征讨三苗。据《左传》记载“执玉帛者万国”参加了涂山会盟。涂山氏居住在涂山附近。

## 相关记载
- 秦《吕氏春秋》：

|  | 禹娶涂山氏女，不以私害公，自辛至甲四日，复往治水。故江淮之俗，以辛壬癸甲为嫁娶日也。禹墟在山西南，县即其地也。 |

- 北魏郦道元《水经注·淮水》:

|  | 吴伐楚，堕会稽，获骨焉，节专车。吴子使来聘，且问之，客执骨而问曰：敢问骨何为大？仲尼曰：丘闻之：昔禹致羣神于会稽之山，防风氏后至，禹杀之，其骨专车，此为大也。 |

|  | 淮水自莫邪山，东北径马头城北，魏马头郡治也，故当涂县之故城也。 |

- 宋朝文学家苏轼《濠州七绝·涂山》:

|  | 川锁支祁水尚浑,地埋汪罔骨应存。 樵苏已入黄熊庙,乌鹊犹朝禹会村。 |

- 宋朝文学家苏辙《和子瞻濠州七绝涂山》:

|  | 娶妇山中不肯留，会朝山下万诸侯。 古人辛苦今谁信，只见清淮入海流。 |

## 延伸阅读
[在维基数据编辑]
 《欽定古今圖書集成·方輿彙編·山川典·塗山部》，出自陈梦雷《古今圖書集成》